# Alluc
Alluc.ee (uttalad: "all-you-see") var en användargenererad länkdelnings-webbsida som kategoriserade länkar till tv-program, filmer, musikvideor, sport, anime, tecknade serier och till ett komplett pornografi-arkiv som man streamade. Alluc var inte värd för något av innehållet och innehöll inte några nedladdningslänkar, utan länkarna streamades på Alluc från andra webbsidor, likt webbsidan Putlocker. Användaren kategoriserade länkarna och de släpptes till webbplatsen efter att ha kontrollerats av administratörer. Webbsidor som streamades till Alluc inkluderade bland annat YouTube, Dailymotion, Veoh och openload.co. Enligt ett meddelande på webbplatsen stängdes Alluc efter 13 år på grund av att ägaren ville ägna sig åt andra projekt (läst 20 augusti 2019).